# Björsäters kyrka, Västergötland
Björsäters kyrka är en kyrkobyggnad sedan 2006 i Lugnås församling (tidigare Björsäters församling) i Skara stift. Den ligger i kyrbyn Björsäter i Mariestads kommun.

## Kyrkobyggnaden
Den första stenkyrkan i Björsäter uppfördes någon gång under 1100-talets första hälft. Delar av medeltidskyrkan ingår i den nuvarande kyrkobyggnadens södra vägg. Enligt en teckning i Johan Peringskiölds Monumenta från slutet av 1600-talet framgår det att bestod av ett långhus och ett vapenhus. Torn saknades. Istället var  taket försett med en takryttare i väster. Kyrkan verkar enligt teckningen sakna särskild korutbyggnad. Enligt anteckningar i kyrkböckerna hade kyrkan "en mur mellan koret och kyrkorummet", vilket skulle ha varit en triumfbåge. Kyrkan skall även varit försedd med valvbågar. 
Eftersom kyrkan med tiden blev trång och bristfällig fattade man 1752 ett beslut att bygga om. Mäster Loëll i Mariestad fick i uppdrag att svara för arbetet efter ritningar av Carl Fredrik Adelcrantz. Den allra första delen som blev färdigt var långhuset med sina kryssvalv. Det innebar att man hade ett fungerande gudstjänstrum som invigdes Fjärde söndagen i advent 1754 av biskop Engelbert Halenius. Däremot stod tornet och sakristian inte färdiga förrän 1779. Kyrkan fick genom denna etappvisa nybyggnad under 1700-talet det utseende den har i dag, med undantag av strävpelarna som tillkom 1905. År 1921 skadades tornet genom ett åsknedslag. Vid detta tillfälle förstördes tornspiran, kyrkklockorna, tornuret och yttertaket. Återställningsarbetet var färdigt 1925. Tornet fick nu sin barockinspirerade tornhuv. Nya kyrkklockor anskaffades 1922.

## Inventarier
- Altaruppställningen består av en större tavla med motiv: Jesu korsfästelse, samt en mindre med motiv: Kristi uppståndelse, målad av Johan Aureller 1687. Ramverket utfört samma tid av Börje Löfman, Mariestad.
- Predikstol i barock med baldakin från 1680.
- Dopfunt av trä tillverkad 1698.
- Bonad på pelaren intill dopfunten utförd av Gerd Allert.

## Orgel
Orgeln byggdes av A. Mårtenssons Orgelfabrik AB och tillkom 1948. Fasaden samt fem stämmor finns bevarade från kyrkans första orgel byggd av Johan Niklas Söderling 1849.
| Manual I (C-g3)     | Manual II (C-g3)  | Pedal (C-f1)      | Koppel   |
| ------------------- | ----------------- | ----------------- | -------- |
| Principal 8' (1849) | Rörflöjt 8'       | Subbas 16' (1849) | I/P      |
| Gedackt 8' (1849)   | Salicional 8'     | Oktava 8'         | II/P     |
| Principal 4' (1849) | Principal 4'      | Flöjt 4'          | II/I     |
| Rörflöjt 4'         | Gemshorn 4'       |                   | II 4'/I  |
| Oktava 2' (1849)    | Nasard 2 2/3'     |                   | II 16'/I |
| Mixtur 4 chor       | Waldflöjt 2'      |                   |          |
|                     | Ters 1 3/5'       |                   |          |
|                     | Krummhorn 8'      |                   |          |
|                     | Tremulant         |                   |          |
|                     | Crescendosvällare |                   |          |

Två fria kombinationer, tutti, utlösare samt automatisk pedalväxling.

## Bilder

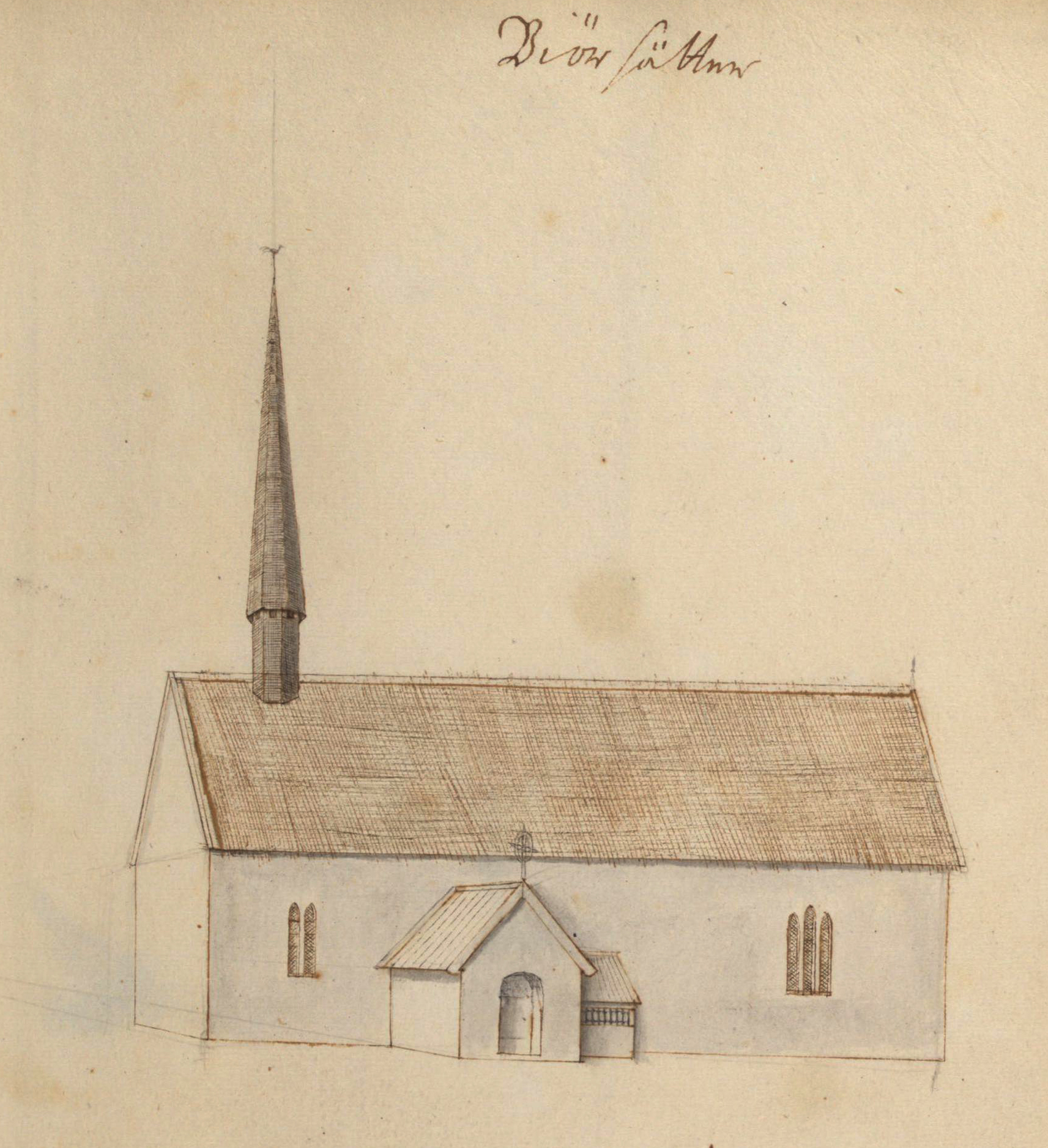
Den medeltida kyrkan på teckning omkring 1670.
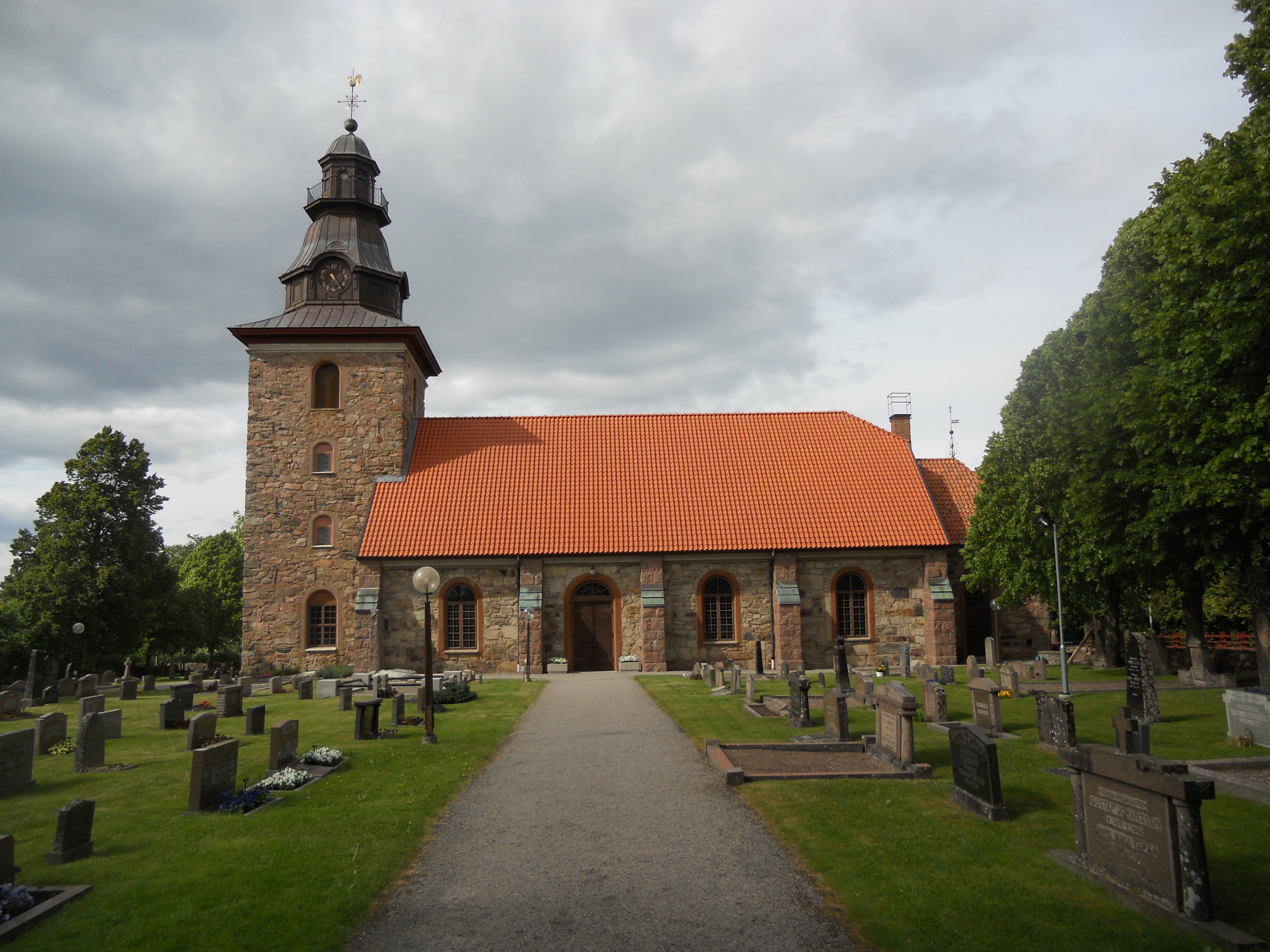
Kyrkan från söder
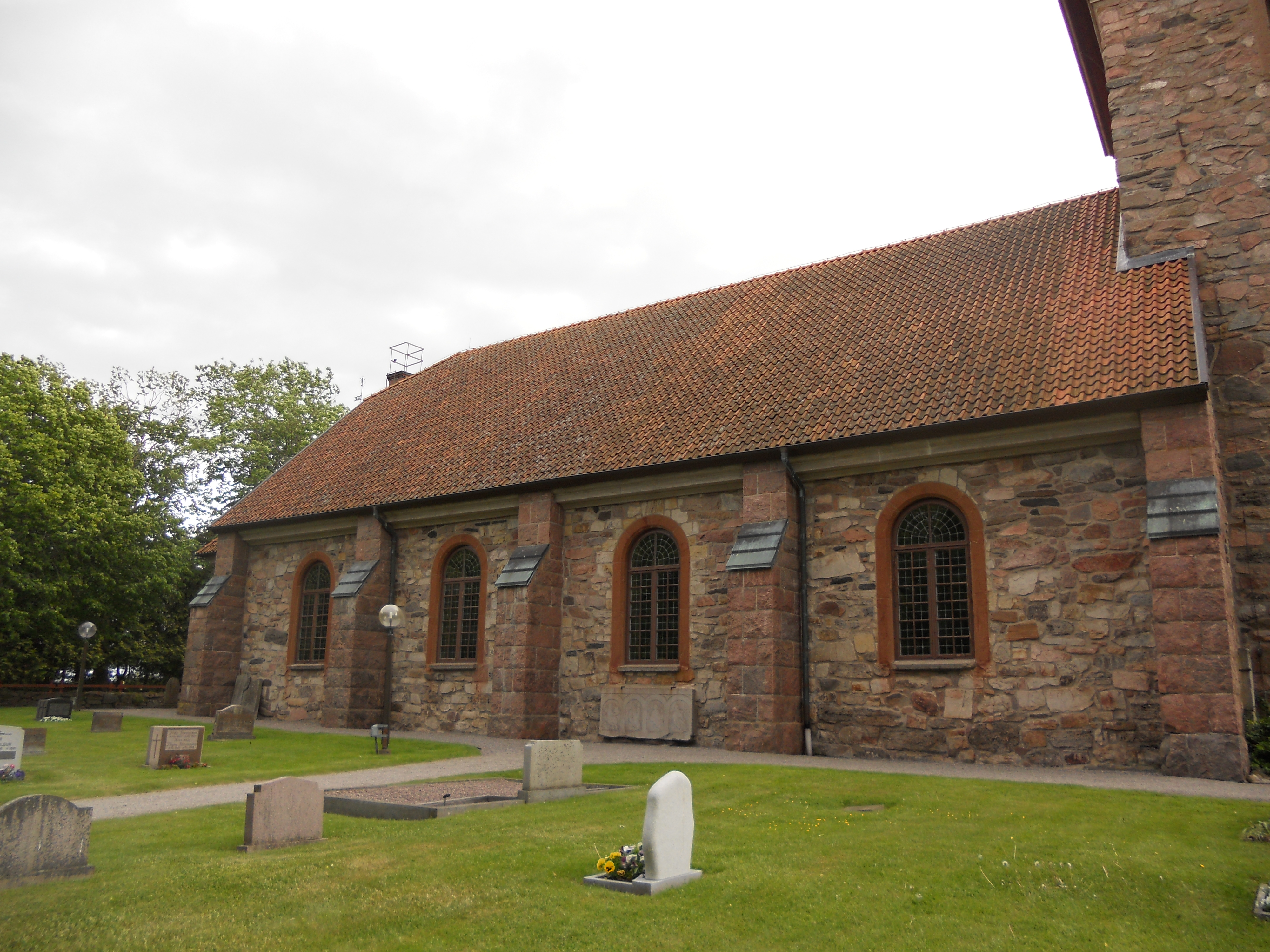
Kyrkans långhus från norr
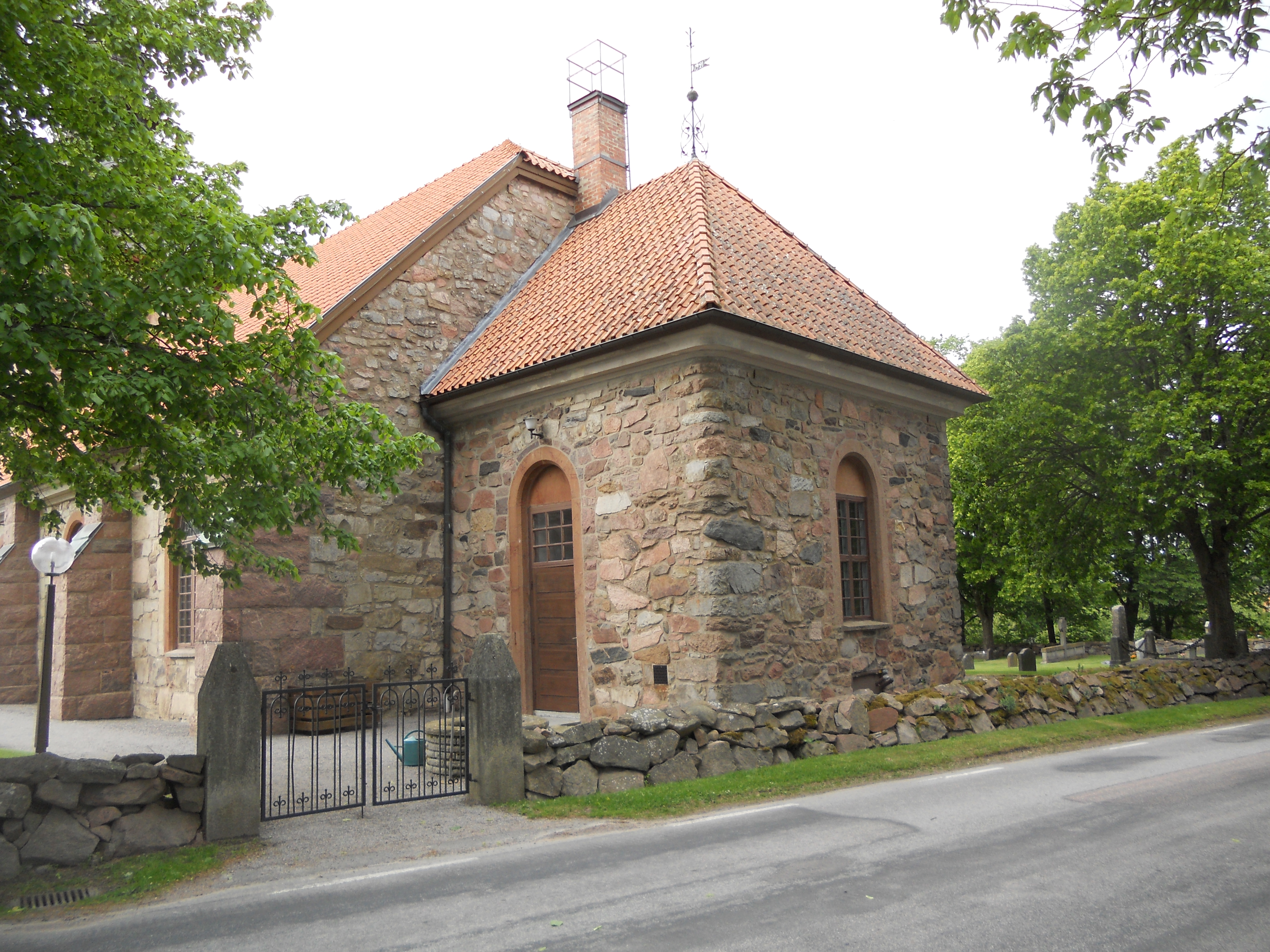
Sakristian
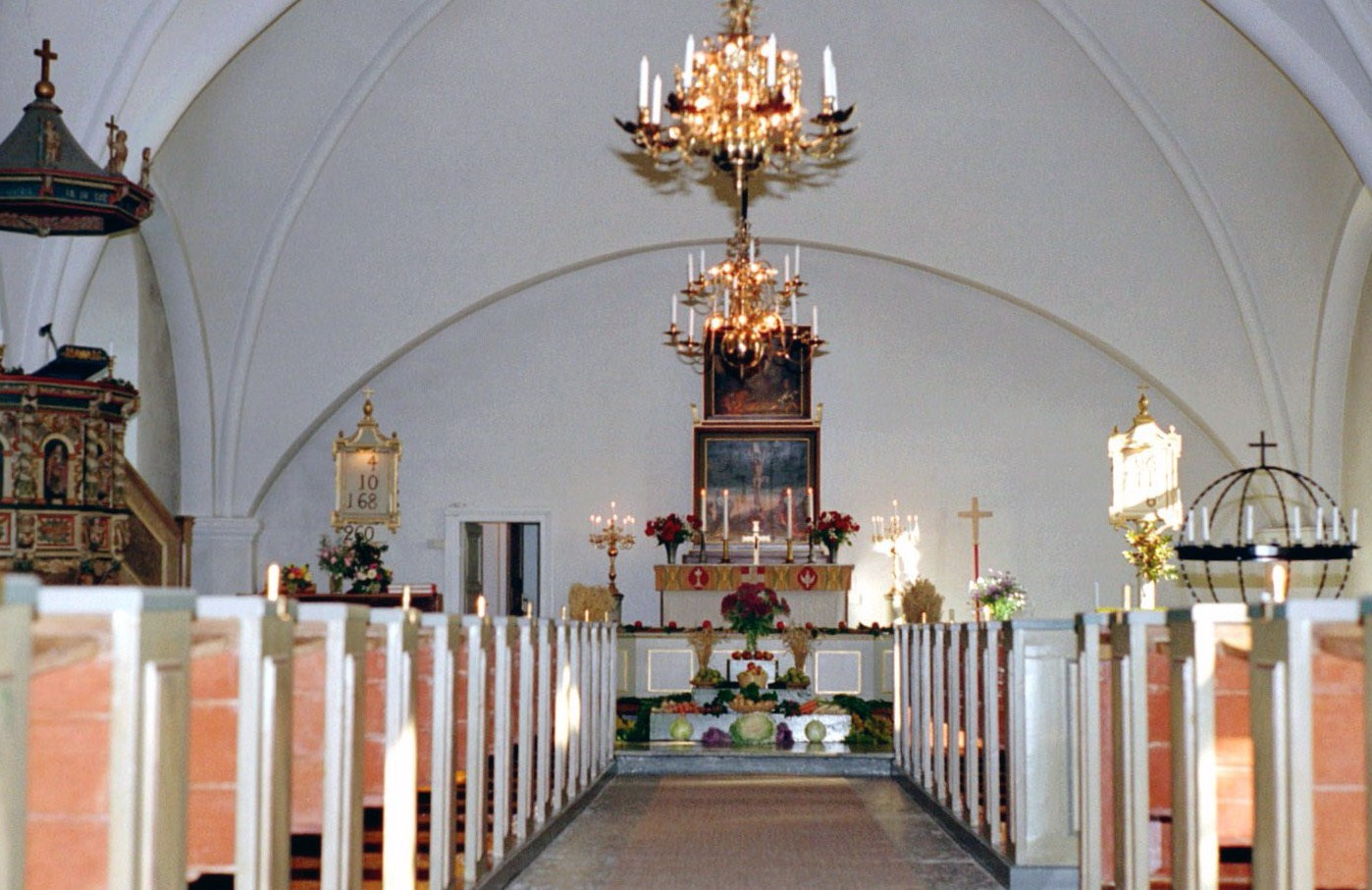
Interiör mot öster
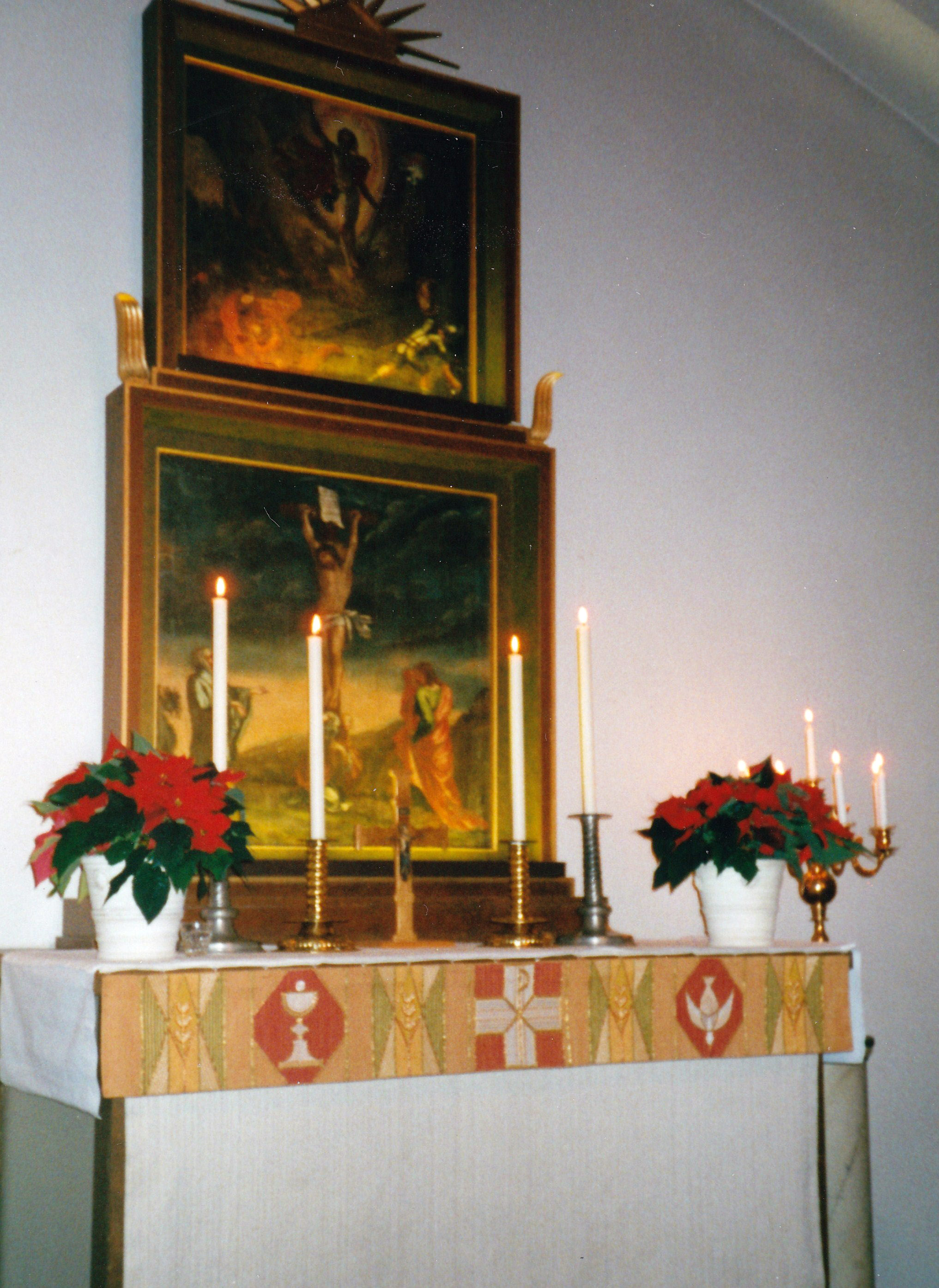
Altaruppställningen
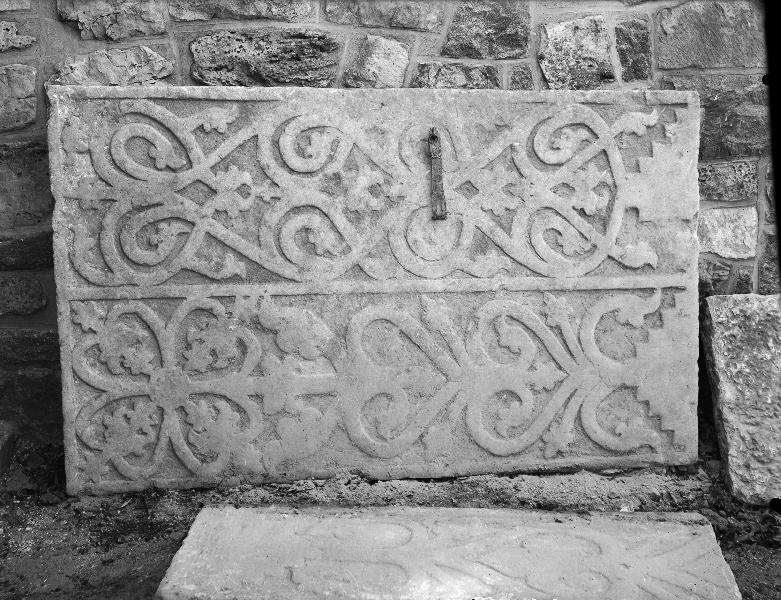
Liljesten